# Ophrys sundermanniana
Ophrys sundermanniana är en orkidéart som beskrevs av Othmar Danesch och Edeltraud Danesch. Ophrys sundermanniana ingår i ofryssläktet, och familjen orkidéer.
Artens utbredningsområde är Grekland. Inga underarter finns listade i Catalogue of Life.